# Dometorina lata
Dometorina lata är en kvalsterart som beskrevs av Sandór Mahunka 1986. Dometorina lata ingår i släktet Dometorina och familjen Hemileiidae. Inga underarter finns listade i Catalogue of Life.